# AB Malcus Holmquist

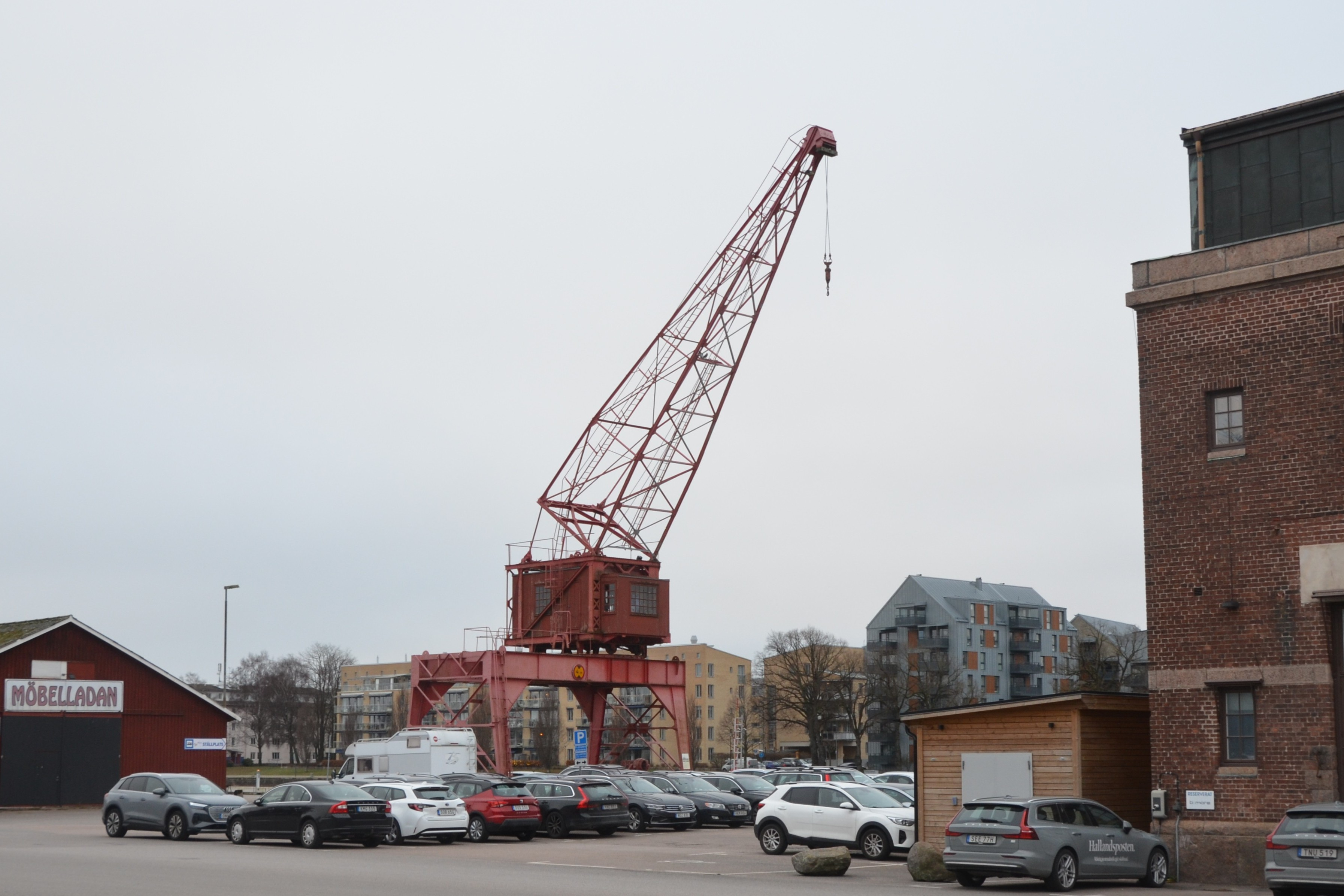
Kran 2, levererad till Halmstads hamn 1921

AB Malcus Holmquist, även kallat Malcus, var ett verkstadsföretag i Halmstad i Halland.  
Företaget var under många år ett av de dominerande industriföretagen i Halmstad i södra Halland. Det som framför allt kännetecknade Malcus var den omfattande internationella verksamheten. Till nästan alla länder i världen exporterades borr, borrutrustningar, slipmaskiner, traverser och lyftdon samt en mängd andra industriartiklar. Efter 80 år övertogs verksamheten av Svenska Kullagerfabriken (SKF).

## Malcus Holmquist
Entreprenören och grosshandlaren Malcus Holmquist startade 1889 firman Malcus Holmquist Tekniska Specialaffär. På 1890-talet utvecklades ett samarbete med Halmstads Gjuteri AB. Tillsammans tillverkade och marknadsförde man handtraverser, kranar, lyftverkyg, spel mm. Dessa produkter hade tidigare importerats från Tyskland. 

## Industriföretaget Malcus
AB Malcus Holmquist bildades 1902 då ett bolagsavtal slöts mellan delägarna Malcus Holmquist, Edwin Berger, C G Lidbeck och Anton W Angel. Holmquist överlät sin rörelse till det nybildade aktiebolaget. Genom att Anton W Angel var delägare i Halmstads Gjuteri AB kom de båda bolagen att samverka. Lidbeck var civilingenjör och sedan 1898 delägare i Holmquists företag. Edwin Berger hade värvats till Halmstad från Trollhätte kanalverk. Den senare blev majoritetsägare, ordförande och VD i det nybildade AB Malcus Holmquist.
År 1905 avvecklade Wallbergs Hatt- och Filtfabrik på Söder sin verksamhet. AB Malcus Holmquist tog då över maskiner och inventarier och startade egen tillverkning av filt. Tillverkningen omfattade bland annat underlagsfilt, polerskivor, tätningsringar och fönstertätningar.
Edwin Berger önskade ett närmare samarbete med Halmstads Gjuteri AB. Efter förhandlingar med bolagets ägare bildades 1907 ett nytt bolag, Halmstads nya verkstads AB där AB Malcus Holmquist blev majoritetsägare med Edwin Berger som verkställande direktör. 
Åren under första världskriget 1914–1918 innebar både problem och ökad efterfrågan på företagens produkter. Man kunde inte längre importera spiralborr och gjuterimaskiner för vidare försäljning. År 1915 startades på Hattfabriksområdet också en fabrik för tillverkning av spiralborr och verktyg, senare även tillverkning av fräsar och brotschar. Dessa nya Malcusprodukter skulle vinna världsrykte. År 1915 inleddes också egen tillverkning av gjuterimaskiner och gjuteriförnödenheter. AB Stans- och Verktygsmaskiner i Halmstad förvärvades och firmanamnet ändrades till AB Gjuterimaskiner. Där startades även tillverkning av Malcusspisen och Malcuspannan.
År 1917 startades AB Motorplogsfabriken som tillverkade kraftiga traktorer, på vilka olika redskap kunde kopplas. Dessa motorplogar slog dock inte på marknaden, varför tillverkningen lades ner 1920. Vid utbyggnad av hamnen i Halmstad levererade Malcus flera hamnkranar och efter hand levererades sådana till många hamnar.
Från 1930 till 1960 fortsatte Malcus att expandera. Företaget startade tillverkning av olika typer av slipmaskiner, traverser, vinschar och chuckar. Krigsåren på 1940-talet påverkade inte företaget så mycket. I slutet av 1940-talet koncentrerades verksamheten till nya lokaler på Larsfridsområdet väster om Laholmsvägen, den södra infarten till Halmstad. Malcus hade tidigt satsat på internationell lansering och redan 1907 gjorde man affärer med Ryssland. Efter andra världskriget vidtog en kraftig högkonjunktur och Malcus internationella verksamhet stärktes betydligt. År 1949 hade koncernen över 1000 anställda.
År 1955 introducerades bolagets aktier på Stockholms Fondbörs och 1960 invigdes ett nytt huvudkontor vid Laholmsvägen i Halmstad. Tidigt under 1960-talet fortsatte tillväxten men den internationella konkurrensen ökade och lönsamheten minskade. 
Edwin Berger avled 1962 och samma år även sonen Kurt Berger. År 1964 omkom Carl Magnus Berger i flygolycka. Förlusten av ledande personer i kombination med sjunkande lönsamhet i företaget var början till slutet för Malcus. År 1964 avvecklades filttillverkningen, varefter Nordiska Maskinfilt AB tog över maskiner och utrustning. År 1965 överlät Malcus till ASEA hela tillverkningen av elektriskt drivna lyftdon. År 1966 slöts avtal med Nyberg & Westberg i Åkersberga om ett samarbete kring slipmaskiner och viss tillverkning flyttades till Halmstad. År 1966 startade ett samarbete med AB Maskin-Tellus i Vallentuna kring gjuteritekniken. 
Inom bolaget fanns en omfattande värdepappershantering. Bolagets industriella verksamhet överfördes 1966 till AB Gjuterimaskiner och namnet ändrades till Malcus Industri AB. Värdepappersförvaltningen bedrevs i det gamla bolaget AB Malcus Holmquist som samtidigt blev Malcuskoncernens moderbolag. Hela gjuteriverksamheten lades ner 1967. För att förbättra företagets ekonomi såldes företagets eleganta kontorsbyggnad till Hallands läns landsting. Under 1969 koncentrerades Malcus verksamhet till tre områden, borr och borrmaskiner, slipmaskiner samt gjuterimaskiner.

## SKF-Tool AB
AB Svenska Kullagerfabriken (SKF) i Göteborg inledde 1967 ett samarbete med C E Johansson i Eskilstuna. Efter hand köpte SKF dess tillverkning av gängverktyg. SKF såg fördelen med en strukturaffär med Malcus. År 1969 såldes AB Malcus Holmquists aktier i Malcus Industri AB till SKF. Samma år överfördes SKF:s produktion av gängverktyg från Göteborg till Halmstad. Avsikten var att koncentrera SKF:s verktygsproduktion till Malcus i Halmstad. Företaget bytte 1970 namn till SKF - Malcus AB och senare till SKF-Tool AB. Tillverkningen av slipmaskiner såldes liksom tillverkningen av gjuterimaskiner.
Under 1973 inledde SKF samarbete med Sandvik AB inom produktområdena snabbstål och hårdmetallverktyg. Ett samarbete utvecklades även med engelska Dormer. År 1990 bildades en ny enhet tillsammans med tyskt företag som tillsammans med SKF-Tool AB avyttrades till Sandvik AB. Nu blev namnet Dormer Tool AB och Halmstad var en av dess tillverkningsenheter. 
I början av 2016 avslutades en mångårig industrihistoria då Dormer Tools verksamhet i Halmstad flyttades utomlands.